# Ludi
I ludi (singolare ludus) erano giochi pubblici tenuti nel mondo romano antico come forma di intrattenimento della popolazione. Spesso i ludi erano organizzati in occasione di festività religiose romane, o costituivano addirittura uno dei momenti principali di queste festività. Nel periodo imperiale, in particolare, i ludi arrivarono ad essere considerati parte importante del culto imperiale.
I primi ludi consistevano in corse equestri a bordo di carri tenute nel circo - i cosiddetti ludi circenses, appunto - e in seguito si aggiunsero altre esibizioni, come i ludi gladiatorii, ovvero combattimenti tra gladiatori, le venationes, ovvero gare di caccia e uccisione di animali selvatici, e i ludi scaenici, ovvero gare di recitazione.
I ludi erano organizzati durante giorni di sospensione delle attività private, i quali non erano affatto esigui nel corso dell'anno, se si pensa che durante l'Età Imperiale i giorni dedicati a queste manifestazioni arrivarono ad essere più di 135. Sebbene il lato dell'intrattenimento può avere messo in secondo piano il sentimento religioso, anche nella tarda antichità i ludi venivano intesi come parte del culto degli dèi tradizionali, e i Padri della Chiesa mettevano in guardia i cristiani dal partecipare ai festeggiamenti.
La forma singolare ludus, che significa "gioco, sport" ha diversi significati in latino. Il plurale viene usato per "giochi" in un senso analogo ai festival di giochi greci, come i giochi panellenici. Lo studioso Isidoro di Siviglia, ad ogni modo, divide le forme di ludus in atletico, circense, gladiatorio e scenico.

## Politica e religione
In origine, tutti i ludi sembra che fossero offerte votive (ludi votivi) per grazia ricevuta. Nel 366 a.C., i ludi romani divennero i primi giochi ad essere introdotti nel calendario religioso come un evento annuale sponsorizzato dallo stato nel suo complesso. I giochi in un'arena venivano anticipati da una parata (pompa circensis) che conteneva dei concorrenti, giovani rampolli della nobiltà romana a cavallo, danzatori armati, musicisti, un coro di satiri, e immagini degli dèi. Come prodotti dalle vittorie militari, i ludi erano spesso connessi ai trionfi in battaglia. La prima venatio (una caccia a delle bestie feroci) documentata venne rappresentata nel 186 a.C. da Marco Fulvio Nobiliore come parte dei suoi ludi votivi,
Essendo cerimonie religiose, i ludi venivano organizzati da diversi collegi di preti; durante la Repubblica romana, venivano presentati dai consoli, ma vennero principalmente associati alle responsabilità degli edili. Sebbene per i ludi venissero usati soldi pubblici, l'ufficiale in carica amentava costantemente lo splendore dei suoi giochi grazie ai suoi soldi come forma di pubbliche relazioni. Lo sponsor era capace di pubblicizzare la sua ricchezza, mentre dichiarava che intendeva condividerla per il bene comune. Sebbene alcuni uomini con lo sguardo al consolato evitassero di diventare edili a causa delle enormi spese che avrebbero affrontato, quelli con risorse sufficienti spendevano molto per ottenere il favore del popolo. I festival religiosi a cui i ludi erano connessi contempavano anche banchetti pubblici, e spesso lavori pubblici come la costruzione o la rimessa a nuovo di un tempio.
Dopo l'assassinio di Giulio Cesare durante le idi di marzo del 44 a.C., Marco Bruto capì che una grossa parte del popolo non lo guardava come un liberatore, ma come l'assassino di un adorato campione, perciò sponsorizzò i Ludi Apollinares, tenuti ogni anno dal 5 al 13 di luglio. Ottaviano, l'erede di Cesare, una volta lo superò con i Ludi Victoriae Caesaris, giochi in onore della vittoria di Cesare, che si svolsero dal 20 al 28 luglio, in contemporanea con un festival in onore di Venere genitrice, la divinità protettiva di Cesare e matriarca divina della gens Iulia. Fu durante quei ludi, che servirono anche come giochi funerari, che la cometa apparve per annunciare la deificazione di Cesare. Ottaviano riconosceva il valore dei festival nel riunire la gente, e come Augusto istituì nuovi ludi nel suo programma di riforme religiose; gli spettacoli e gli intrattenimenti pubblici vennero inglobati dal culto imperiale.

### Ludi compitalicii
I ludi compitalicii erano intrattenimenti che si tenevano nei quartieri o nelle associazioni di comunità di Roma (vici), in congiunzione con i Compitalia, la festa del nuovo anno, in data variabile tra i Saturnalia e il 5 gennaio, in onore dei Lari degli incroci. Nella tarda Repubblica, delle performance venivano eseguite nelle intersezioni principali dei quartieri della città nello stesso giorno. Durante la guerra civile degli anni 80, questi ludi diedero spesso vita a espressioni politiche popolari fatte da organizzazioni di quartiere. I liberti avevano un ruolo chiave, e anche gli schiavi partecipavano alle feste.
Nel 67 a.C., i Compitalia vennero interrotti da una rivolta ai ludi, che furono anche la scena delle manifestazioni nel 66-65 a.C. Questa agitazione fu nel primo caso una risposta al processo di Gaio Manilio, che aveva indietreggiato sulle riforme riguardanti i diritti di voto dei liberti, mentre la seconda agitazione venne causata dagli oscuri eventi della prima congiura di Catilina. A causa di ulteriori disagi, il Senato abolì i ludi compitalicii nel 64 a.C.
Un tribuno della plebe senza nome sostenne gli sforzi per avere i ludi nel 61 a.C., ma il console Quinto Cecilio Metello Celere soppresse il tentativo. Nel 58 a.C., Publio Clodio Pulcro, che aveva rinunciato al suo status di patrizio per diventare tribuno del popolo, ripristinò il diritto di associazione, ma ancora prima che la sua legge diventasse effettiva, il suo aiutante Sesto Clelio aveva trovato un modo per organizzare i ludi per il nuovo anno. Il console Lucio Calpurnio Pisone, suocero di Cesare, permise i giochi, sebbene le organizzazioni che li gestivano fossero ancora fuorilegge. Cesare bandì nuovamente i collegia e i ludi nel 46 a.C.
Nel 7 a.C., Augusto riorganizzò Roma per motivi amministrativi in 265 distretti, che continuavano comunque ad essere chiamati vici. Un'immagine del Genio di Augusto adesso stava tra i Lari agli altari degli incroci, e i ludi, una volta considerati pericolosamente sovversivi, divennero espressione della pietas imperiale.

## Ludi circenses
I ludi circenses erano giochi che si tenevano nei circhi. Il Circo Massimo era in origine un luogo per corse di bighe, ma potevano essere messi in scena anche eventi di atletica, gare e cacce alle bestie. I giochi venivano preceduti da una parata di apertura, la pompa circensis. I ludi circenses comparivano regolarmente nelle celebrazioni dei trionfi di Roma o nelle dediche dei principali edifici. Facevano parte delle festività più importanti e delle feste, come i Floralia, i ludi romani e i ludi plebeii. Durante l'età imperiale, i giochi da circo erano spesso aggiunti ai festival per i quali non erano tradizionalmente celebrati nel periodo repubblicano. I giochi da circo venivano tenuti in diverse province in tutto l'impero, come viene indicato dai resti archeologici di binari e strutture di supporto, sebbene molte zone avessero strutture temporanee su terreni adatti.

## Lista dei Ludi
Sono esistiti più di quaranta diversi tipi di ludi, ognuno con un nome particolare:
- Ludi Adiabenici
- Ludi Alamannici, dal 5 all'11 ottobre.
- Ludi Apollinari, dedicati ad Apollo; dal 5 al 13 luglio (ultimo giorno al circo)
- Ludi Augustali, istituiti da Tiberio per celebrare Augusto
- Ludi capitolini, celebrati alle idi di ottobre e composti da lotte, corse e spettacoli comici. Secondo la tradizione erano stati istituiti da Romolo, secondo Tito Livio (5, 50,4; 52, 11) commemoravano la resistenza romana all'invasione gallica del 390 a.C.
- Ludi Cerealici (celebranti i Cerealia), dedicati alla dea Cerere; dall'11 al 19 aprile.
- Ludi Compitali, dal 3 al 5 gennaio.
- Ludi Decennali
- Ludi Divi Augusti et Fortunae Reducis, dal 3 al 12 ottobre.
- Ludi Fatali, 29 e 30 settembre.
- Ludi Floreali o Floralia, dedicati alla dea Flora; dal 28 aprile al 3 maggio.
- Ludi Francici, dal 15 al 20 luglio.
- Ludi Funebri
- Ludi Genialici, 11 e 12 febbraio.
- Ludi Gotthici, dal 4 al 9 febbraio.
- Ludi Iuvenali
- Ludi Lancionici, dal 12 al 18 dicembre.
- Ludi Liberali
- Ludi Marziali
- Ludi Maximati, dal 4 a 9 maggio.
- Ludi Megalesi, Megalesiaci o Megalensi, dedicati alla Magna Mater; dal 4 al 10 aprile (l'ultimo giorno al circo).
- Ludi in Minicia, 4 giugno.
- Ludi Natalizi
- Ludi novendiali, nel rito funerario romano erano dei giochi, della durata di nove giorni, in onore del defunto.
- Ludi Onorari
- Ludi di Onore e Virtù, 29, 30 e 31 maggio.
- Ludi Palatini, dal 17 al 22 gennaio. Tra le celebrazioni previste da Giacomo Boni per il primo anniversario della marcia su Roma, vi era anche il ripristino dei Ludi Palatini con una serie di corse e gare ginniche (tra cui lotta, lancio del giavellotto, lancio del disco, ecc.) e l'esecuzione di commedie di Plauto e Terenzio.
- Ludi Parthici
- Ludi Persici, istituiti da Massimiano; dal 13 al 17 maggio (con un giorno di riposo nel mezzo?).
- Ludi Piscatori
- Ludi Plebeii, in onore della pacificazione tra patrizi e plebei, che si tenevano dal 4 al 17 novembre (ultimi tre giorni al circo Flaminio). Furono istituiti attorno al 220 a.C..
- Ludi Pontificali
- Ludi Questori
- Ludi Romani o Magni, dedicati a Giove, dal 4 al 19 settembre (dal 15 al circo). Secondo la tradizione furono istituiti da Tarquinio Prisco[23]
- Ludi sarmatici, in onore delle vittorie di Costantino I o di Costanzo II sui Sarmati, duravano sei giorni, dal 25 al 30 novembre e il 1º dicembre. Erano ancora celebrati nel 354 (si veda il Cronografo del 354).
- Ludi Saturnali, dal 17 al 23 dicembre.
- Ludi scenici
- Ludi Secolari, dedicati ad Apollo e Diana.
- Ludi del Sole, dal 19 al 22 dicembre.
- Ludi Taurii, in onore degli Dèi degli Inferi, secondo Servio (Commento all'Eneide, 2, 140) introdotti da Tarquinio il Superbo su prescrizione dei libri fatales. Consistevano in corse di cavalli nel Circo Flaminio.
- Ludi Trionfali, dal 18 al 22 settembre, in onore della vittoria di Costantino su Licinio.
- Ludi troiani, (Ludus Troiae o Lusus Troiae),[24] esibizione di giovani patrizi a cavallo che simulano un combattimento; ha un'origine molto antica e il modello mitico-letterario è quello del V libro dell'Eneide (versi 546 e seguenti) dove si descrivono i giochi funebri in onore di Anchise. Veniva eseguita in occasione delle festività di Quinquatrus (19 marzo) e Armilustrium (19 ottobre). Sappiamo da Svetonio che vennero celebrati da Augusto, il quale:

(Svetonio, Augustus, 43.)
- Ludi Victoriae Caesaris, dal 20 al 30 luglio (dal 27 al 30 al circo).
- Ludi Victoriae Sullanae, dal 26 al 31 ottobre e 1º novembre.
- Ludi Votivi, 28 febbraio e 8 agosto.